# Merkur Eisstadion
Merkur Eisstadion – hala widowiskowo-sportowa w Grazu, w Austrii, wykorzystywana głównie w charakterze lodowiska. Obiekt został otwarty w 1963 roku jako odkryte lodowisko, od 1968 roku jest zadaszony. Pojemność areny wynosi 4126 widzów. Swoje spotkania w hali rozgrywają hokeiści klubów EC Graz 99ers i ATSE Graz. Hala położona jest w pobliżu stadionu Merkur Arena.
Lodowisko zostało otwarte w 1963 roku. W 1968 roku zostało ono zadaszone. Hala przez lata zyskała pseudonim „Bunker” i służyła głównie meczom hokeja na lodzie. W 2009 roku obiekt uzyskał status zabytku. Od 2016 roku sponsorem tytularnym obiektu jest firma Merkur Versicherung. W 2016 roku hala została zmodernizowana.
W 2017 roku w obiekcie odbyły się zawody łyżwiarstwa figurowego oraz łyżwiarstwa szybkiego w ramach zimowych Special Olympics World Games.
Hala znajduje się w pobliżu stadionu Merkur Arena. Od 1980 roku pomiędzy stadionem, a halą istniało także drugie lodowisko. W latach 2019–2020 zostało ono wybudowane praktycznie od nowa. Obiekt ten jest w pełni zadaszony i może pomieścić 250 widzów.